# 1Password
1Password – wieloplatformowy menedżer haseł i informacji poufnych, którego producentem jest przedsiębiorstwo AgileBits. Aplikacja szyfruje dane przy użyciu 256-bitowego algorytmu AES, a przy stosowaniu ustawień domyślnych umożliwia przechowywanie bazy na serwerach producenta.

## Historia
Pierwsza publiczna wersja aplikacji została wydana 19 maja 2006 roku. Wśród założycieli platformy znaleźli się Dave Teare, Jeff Shiner, Roustem Karimov i Sara Teare.
W 2020 roku firma uruchomiła generator wirtualnych kart kredytowych, w ramach partnerstwa z Privacy.com. W tym samym roku udostępniono wersję beta programu dla rodziny systemów Linux.

## Funkcjonalność
1Password współpracuje z popularnymi przeglądarkami internetowymi, umożliwiając automatyczne wprowadzanie haseł na odwiedzanych stronach intenetowych. Pozwala na kategoryzację danych uwierzytelniających w ramach folderów, oferuje także funkcję generatora haseł oraz możliwość sprawdzania używanych danych pod kątem ich obecności na listach niebezpiecznych haseł. Dzięki usłudze Watchtower informuje o serwisach internetowych, które padły ofiarą ataku Heartbleed, sugerując użytkownikom tych stron odnowienie dotychczasowych haseł.
Do dyspozycji użytkownika pozostawiono rozbudowane opcje synchronizacji danych między urządzeniami (chmura, sieć Wi-Fi, foldery współdzielone) oraz funkcję sporządzania automatycznych kopii zapasowych. Domyślnie baza haseł jest zapisywana na serwerach producenta, przy czym istnieje możliwość zmiany miejsca synchronizacji internetowej (obsługiwane są serwisy Dropbox i iCloud) bądź jej całkowitego wyłączenia.
Starsze wersje aplikacji dla systemu Android były wyposażone w specjalną bezpieczną klawiaturę, służącą do przeklejania danych dostępu. Składnik ten został usunięty w wersji 7.
1Password jest programem typu shareware, udostępniającym 30-dniową wersję testową. Po upłynięciu bezpłatnego okresu próbnego z oprogramowania można korzystać wyłącznie za opłatą.

## Wydania
Oprogramowanie jest wydawane w wersjach na systemy stacjonarne – Microsoft Windows i macOS – oraz mobilne – Android i iOS. Jest również dostępne w formie rozszerzenia do przeglądarek internetowych (1Password X). Podjęto także prace nad wersją aplikacji dla użytkowników Linuksa.